# آدم شرايبر
آدم شرايبر (بالإنجليزية: Adam Schreiber)‏ هو لاعب كرة قدم أمريكية أمريكي، ولد في 20 فبراير 1962 في غالفستون في الولايات المتحدة.

## وصلات خارجية
- آدم شرايبر على موقع مرجع كرة القدم المحترفة.كوم (الإنجليزية)